# Шекили (Агдашский район)
Шекили  (азерб. Şəkili) — село в Агдашском районе Азербайджана.

## Этимология
Село названо от названия «Шеки».

## История
Село основано семьями, переселившимися из Шеки.
Село Пример в 1913 году согласно административно-территориальному делению Елизаветпольской губернии относилось к Шекилинскому сельскому обществу Арешского уезда.
В 1926 году согласно административно-территориальному делению Азербайджанской ССР село относилось к дайре Халдан Нухинского уезда.
После реформы административного деления и упразднения уездов в 1929 году был образован Кошаковагский сельсовет в Агдашском районе Азербайджанской ССР.
Согласно административному делению 1961 и 1977 года село Шекили входило в Кошаковагский сельсовет Агдашского района Азербайджанской ССР.
В 1999 году в Азербайджане была проведена административная реформа и был учрежден Кошаковагский муниципалитет Агдашского района, куда и вошло село. В 2007 году был учрежден Шекилинский муниципалитет, но В 2014 году муниципалитет был упразднен, а село вновь вошло в состав Кошаковагского муниципалитета.

## География
Шекили расположен на берегу каналов Шекилиарх и Нейметабадарх, вблизи села протекает река Турианчай.
Село находится в 4 км от центра муниципалитета Кошаковаг, в 10 км от райцентра Агдаш и в 243 км от Баку. Ближайшая железнодорожная станция — Ляки.
Село находится на высоте 55 метров над уровнем моря.

## Население
| Численность населения | Численность населения | Численность населения |
| 1886                  | 1985                  | 2009                  |
| --------------------- | --------------------- | --------------------- |
| 459                   | ↗730                  | ↗1069                 |

В 1886 году в селе проживало 459 человек, все — азербайджанцы, по вероисповеданию — 372 мусульманина-суннита, 87 мусульман-шиитов.

## Климат
| Показатель                                             | Янв. | Фев. | Март | Апр. | Май  | Июнь | Июль | Авг. | Сен. | Окт. | Нояб. | Дек. | Год  |
| ------------------------------------------------------ | ---- | ---- | ---- | ---- | ---- | ---- | ---- | ---- | ---- | ---- | ----- | ---- | ---- |
| Средний суточный максимум, °C                          | 7,0  | 8,2  | 12,5 | 20,6 | 25,5 | 29,9 | 33,5 | 32,4 | 28,1 | 20,9 | 14,2  | 9,1  | 20,1 |
| Средняя температура, °C                                | 3,0  | 4,2  | 8    | 14,8 | 19,6 | 24,0 | 27,2 | 26,2 | 22,2 | 15,8 | 10,1  | 5,1  | 15,0 |
| Средний суточный минимум, °C                           | −0,9 | 0,2  | 3,7  | 9    | 13,7 | 18,1 | 21   | 20   | 16,4 | 10,8 | 6,0   | 1,2  | 9,9  |
| Норма осадков, мм                                      | 24   | 30   | 34   | 43   | 58   | 44   | 24   | 27   | 27   | 57   | 34    | 26   | 428  |
| Источник: http://en.climate-data.org/location/992259/6 |      |      |      |      |      |      |      |      |      |      |       |      |      |

Среднегодовая температура воздуха в селе составляет +15,0 °C. В селе семиаридный климат.

## Инфраструктура
В селе расположена средняя школа.